# Almudena Grandes
Almudena Grandes, född 7 maj 1960 i Madrid, död 27 november 2021 i Madrid, var en spansk författare.
Almudena Grandes vann bland annat Premio Nacional de Narrativa och La Sonrisa Vertical-priset. Hon var kolumnist i tidningen El País och sex av hennes romaner har filmatiserats. Hennes berättelser handlar om Francos Spanien och övergången.
Almudena Grandes räknas som en av Spaniens främsta kvinnliga författare och som en viktig röst i den spanska samhällsdebatten. Hon har givit ut ett tiotal romaner och några novellsamlingar och fick sitt genombrott med den erotiskt frispråkiga romanen Lulú såväl internationellt som i Spanien, där den belönades med ett flertal priser.
Romanen Pojken som läste Jules Verne, som utspelar sig under Francotiden i Spanien, utkom i svensk översättning 2014.
Almudena Grandes var gift med poeten Luis García Montero och hade tre barn.

## Biografi
Almudena Grandes började studera geografi och historia vid Complutense-universitetet i Madrid, trots att hon enligt egen utsago skulle ha föredragit att studera latin. Hon var dotter och barnbarn till "amatörpoeter". Hon ägnade sig huvudsakligen åt den berättande genren för vilken hon kände "en stor passion och samtidigt en stor frustration".
År 1989 kom hennes första roman Las edades de Lulú ut, ett erotiskt verk som vann priset La Sonrisa Vertical. Boken filmatiserades av Bigas Luna året därpå. En annan roman med stor genomslagskraft var Malena es un nombre de tango (1994), som Gerardo Herrero filmatiserade 1996. I oktober 1997 tilldelades han det italienska litteraturpriset Rosone d'Oro för hela sitt författarskap.
Atlas de geografía humana (1998), Los aires difíciles (2002) och Castillos de cartón (2004) fortsatte hans arbete med romaner. Liksom hennes tidigare verk utspelar sig alla i Spanien under 1900-talets sista fjärdedel eller början av 2000-talet och skildrar det vardagliga livet för personerna under denna period med realistiska tekniker och psykologisk introspektion.
År 2007 publicerades El corazón helado (Det frusna hjärtat), en lång och komplex berättelse som skildrar två spanska familjers liv under större delen av 1900-talet. Året därpå vann denna roman två viktiga priser: José Manuel Lara-priset och Madrid Booksellers' Guild Prize.
År 2019 publicerade Tusquets, hennes långvariga förläggare, La herida perpetua, en sammanställning av några av de krönikor hon hade skrivit för El País sedan hon började samarbeta med tidningen 2008.
Almudena Grandes avled i Madrid den 27 november 2021 vid 61 års ålder i sviterna av tjocktarmscancer och begravdes på kyrkogården Cementerio civil de Madrid.